# Ruralna cjelina Gustelnice
Ruralna cjelina Gustelnice, građevina u mjestu Gustelnica i gradu Velika Gorica, zaštićeno kulturno dobro.

## Opis
Naselje Gustelnica s dominantnom vertikalom kapele sv.Antuna Padovanskog nalazi se na najvišoj poziciji Vukomerečkih Gorica. Prvi put je spomenuto 1428., a organizirano je uz glavnu cestu na koju su priključeni seoski slijepi putovi. Sačuvana je izvorna tradicijska matrica s nizom parcela s obje strane ceste, uz karakterističnu organizaciju sa stambenim drvenim prizemnicama zabatno orijentiranim prema cesti i gospodarskim građevinama u dnu parcele. Stambeni objekti potječu iz razdoblja od kraja 19. do sredine 20.st., dok su gospodarske građevine uglavnom starije. Očuvanošću matrice naselja, povijesne jezgre i tradicijskog graditeljstva, Gustelnica se ističe kao jedno od najbolje sačuvanih naselja tradicijskog graditeljstva na tom području.

## Zaštita
Pod oznakom Z-3258 zaveden je kao nepokretno kulturno dobro - pojedinačno, pravna statusa zaštićena kulturnog dobra, klasificirano kao "sakralna graditeljska baština".